# 半井梧庵
- 半井梧庵
- 半井梧菴
- 半井忠見

半井 梧庵（なからい ごあん、文化10年6月23日（1813年7月20日） - 1889年（明治22年）1月2日）は、江戸時代後期から明治時代にかけての医師・国学者・歌人。伊予今治藩医で、幕末期に伊予一国の地誌『愛媛面影（えひめのおもかげ）』を編纂した。この書籍で初めて、伊予国の別名「えひめ」に「愛媛」という漢字が宛てられたとされる。明治期には官吏・神官となった。
号の「梧庵」については「梧菴」の字体でも記される。諱は元美・忠見、号は梧庵のほかに伎里之家・碧梧庵。

## 生涯

### 生い立ち
文化10年（1813年）、今治藩医・半井元誠（安立。100石取り）の二男として今治に生まれる。幼名は倉吉。文政8年（1825年）に父が死去し、家督を継いだ兄の元幹も天保5年（1834年）に没した。元幹には嗣子がなく、梧庵が半井家を相続することとなった。
母を伴って京都に上り、荻野徳輿（荻野元凱の子）に就いて医学を修めた。また、国学・和歌を足代弘訓・海野游翁に学んだ。

### 今治藩医として
天保10年（1839年）1月、27歳の時に今治藩医として召し出され、13石2人扶持を給される。弘化3年（1846年）に100石の知行を受ける。
医学の師である荻野徳輿の父・元凱は、医術に西洋医学を取り入れ、漢蘭折衷家と言われた人物である。梧庵の医術も漢洋を折衷したものであったと評される。
今治藩医の菅周庵は適塾で蘭学を修めた人物であるが、疱瘡の流行を受けて嘉永2年（1849年）に長崎で種痘の技術を習得し、藩内の種痘計画を立てた。多くの医師が種痘を危惧し逡巡する中で、梧庵は周庵を支持し、今治藩では嘉永2年（1849年）に藩民一般にはじめて牛痘接種が行われた。今治藩での種痘実施は、全国的に最も早い事例の一つという。
梧庵は国学者・歌学者としても活動し、地域の歌壇の重鎮であった。安政年間には伊予一国の歌人の歌を集録した『ひなのてぶり』を刊行した。門弟には今治の久松長世・田窪勇雄・高橋茂樹・大沢如雲・森田正憲・永野良準・岡直約、大洲の近田冬載らがいる。
また、『伊予国風土記』が散逸したことを憂えた梧庵は伊予国各地を探訪し、慶応2年（1866年）に『愛媛面影』の原稿を完成させた。「類書中の白眉」として高く評価されている。この書籍は、『古事記』に記された伊予国の別名「愛比売（えひめ）」に「愛媛」の漢字を宛てた初めての例とされ、このことから梧庵が「愛媛県の名付け親」と語られることがある。
洋学に通じた側面としては、上述の通り種痘への協力が挙げられるが、このほかにも梧庵は薬草を栽培して洋薬をつくり、舎密術（化学）を講じたという。また、写真の撮影も行った。慶応3年（1867年）に撮影された今治城の写真は、現存する愛媛県最古の写真ともされる。1985年以後再建がなされた今治城の櫓群は、梧庵撮影の古写真をもとに復元されている。

### 明治時代
明治元年（1868年）、藩校克明館の助教となり、皇漢学・兵法・医学を教えた。
廃藩置県ののち、明治5年（1872年）8月17日付で「石鉄県地理掛」に就任している。1873年（明治6年）には石鎚神社の祠官（第3代）となり、1881年（明治14年）まで務めている。
1882年（明治15年）に京都へ移住し、晩年は京都で過ごした。1889年（明治22年）1月2日死去、77歳。京都の神楽岡に墓地があり、今治の海禅寺に歯髪塚がある。

## おもな著作
『歌格類選』
歌学書。詞の用法を検討したもの。正続4冊で、正編2冊は嘉永5年（1852年）に、続編2冊は翌嘉永6年（1853年）に編まれた。
『ひなのてぶり』（鄙のてぶり、鄙の天布利）
幕末期の伊予一国の歌人の和歌を集めた撰集。初編上下2冊は安政元年（1854年）、二編上下2冊は安政4年（1857年）に刊行された。
『西行紀行』
『愛媛面影』の取材のため南予を訪問した際の紀行文で、歌も多く収める。
『愛媛面影』
伊予国一国を扱った本格的地誌。序文によれば慶応2年に原稿を完成させた。刊行は明治2年（1869年）。自ら旧跡を訪問し、史料を探渉して編纂されたもので、多くの図絵が挿入されている。
『花の家苞』
明治11年（1878年）に吉野を訪ねた際の紀行文。
『月が瀬紀行』
明治16年（1883年）の紀行文。

## 家族
夫人は、今治藩医池山見龍の娘・多満子。梧庵が今治藩医として召し出された天保10年（1839年）の6月に結婚した。
- 長男：半井元章 - 天保12年（1841年）生まれ[5]、文久3年（1863年）早世[5]。
- 次男：半井真澄 - 天保14年（1843年）生まれ[5]。医業を継ぐが、1875年（明治8年）京都護王神社の宮司に任じられて今治を去る[5]。
- 三男：半井栄（半井吹城） - 嘉永3年（1850年）生まれ[5]。平野家の養子となる[5]。少年時より文才に長け、父の『愛媛面影』に序文を書いた[4]。明治期には新聞記者となり、一時期は官吏（農商務省勤務、石川県珠洲郡長など）を務めている[4]。1925年（大正14年）死去[4]。

半井家の医業は、今治藩医の同僚であった村上又玄の三男・晋一を養子に迎えて継承させた。